# Appelkwastmot
De appelkwastmot (Blastodacna atra) is een vlinder uit de familie grasmineermotten (Elachistidae). De wetenschappelijke naam is voor het eerst geldig gepubliceerd in 1828 door Haworth
De soort komt voor in Europa.